# Sonic Origami
Sonic Origami — двадцатый студийный альбом британской рок-группы Uriah Heep, выпущенный в сентябре 1998 года на лейбле Eagle Records.
Вступительный трек «Between Two Worlds» посвящен Дэвиду Байрону и Гэри Тейну — участникам Uriah Heep, умершим в молодом возрасте. Это последний альбом Uriah Heep, в котором участвовал давний барабанщик группы Ли Керслейк, вынужденный покинуть группу в 2007 году из-за плохого состояния здоровья.
Ограниченный тираж альбома на CD содержит дополнительный трек.

## Список композиций
Песни, кроме отмеченных, написаны Миком Боксом и Филом Лансоном
1. «Between Two Worlds» — 6:29
2. «I Hear Voices» (Тревор Болдер) — 3:55
3. «Perfect Little Heart» — 5:17
4. «Heartless Land» (Бокс, Лансон, Мэттью Лансон) — 4:44
5. «Only the Young» (Болдер) — 4:43
6. «In the Moment» — 6:23
7. «Question» — 5:26
8. «Change» — 6:02
9. «Shelter from the Rain» (Болдер) — 6:10
10. «Everything in Life» (Бокс, Болдер, Ли Керслейк, Лансон) — 3:15
11. «Across the Miles» (Джим Петерик, Фрэнки Салливан) — 5:13 (кавер Survivor)
12. «Feels Like» — 4:37
13. «The Golden Palace» — 8:29
14. «Sweet Pretender» (Болдер) — 4:50 (бонус-трек)

## Участники записи

#### Uriah Heep
- Берни Шо — вокал
- Мик Бокс — гитара, вокал
- Фил Лансон — клавишные, вокал, оркестровые аранжировки в «The Golden Palace»
- Тревор Болдер — бас-гитара, вокал
- Ли Керслейк — ударные, вокал

#### Производство
- Пип Уильямс — продюсер
- Норман Гудман — звукоинженер
- Стюарт Кэмпбелл — дополнительный звукоинженер
- Тони Бридж — мастеринг на студии Whitfield Street, Лондон